# Aubignosc
Aubignosc település Franciaországban, Alpes-de-Haute-Provence megyében. Lakosainak száma 624 fő (2022. január 1.). Aubignosc Château-Arnoux-Saint-Auban, Châteauneuf-Val-Saint-Donat, Peipin, Salignac, Valbelle és Volonne községekkel határos.

## Népesség
A település népességének változása:
| Lakosok száma | 192  | 286  | 403  | 559  | 558  | 556  | 592  | 605  | 616  | 624  |
|               | 1968 | 1982 | 1990 | 2006 | 2013 | 2015 | 2017 | 2019 | 2020 | 2022 |